# Těšínská komora

Těšínsko v roce 1844, žlutou barvou je vyznačena Těšínská komora

Těšínská komora – původně komorní statky, spravovala pomocí správců (regentů) majetek těšínských knížat. Od roku 1826 jsou komorní statky nazývány Těšínskou komorou.

## Historie
Těšínské knížectví přešlo od roku 1653 do vlastnictví Habsburků, kteří jej drželi až do roku 1918. Pro správu majetku, tzv. komorních statků (lesní komplexy, doly, hutě, velkostatky), náležejících bezprostředně do rukou těšínského knížete, byla ustavena organizačně-správní jednotka, tzv. Těšínská komora. Ta byla v roce 1654 vtělena do rámce tzv. královské české komory ve Vratislavi. V roce 1722 odloučil těšínské komorní statky od vratislavské královské české komory Karel VI. (v držení 1711 – 1722) a předal je Leopoldu Lotrinskému (v držení 1722 – 1729).
V roce 1765 koupila těšínské komorní statky Marie Terezie od svého syna Josefa II. (v držení 1765 – 1766), který zdědil Těšínsko po smrti svého otce Františka Štěpána, manžela Marie Terezie (v držení 1729 – 1765). V roce 1766 Marie Terezie darovala Těšínské knížectví jako věno své dceři Marii Kristině (v držení 1766 – 1798), která se provdala za arcivévodu Alberta Saského (1798 – 1822), nazývaného Sasko-Těšínský. Albert pozvedl hospodářství a řemeslnictví na Těšínsku. Po smrti Marie Kristiny se vlády ujímá Albert sám a drží ji až do své smrti. Jelikož manželé byli bezdětní, zdědil komorní statky i s knížecím titulem jejich synovec, arcivévoda Karel Ludvík Rakousko-Těšínský (v držení 1822 – 1847). Dalším majitelem byl arcivévoda Albrecht (v držení 1847 – 1896) a posledním polní maršál Bedřich (v držení 1896 – 1918).

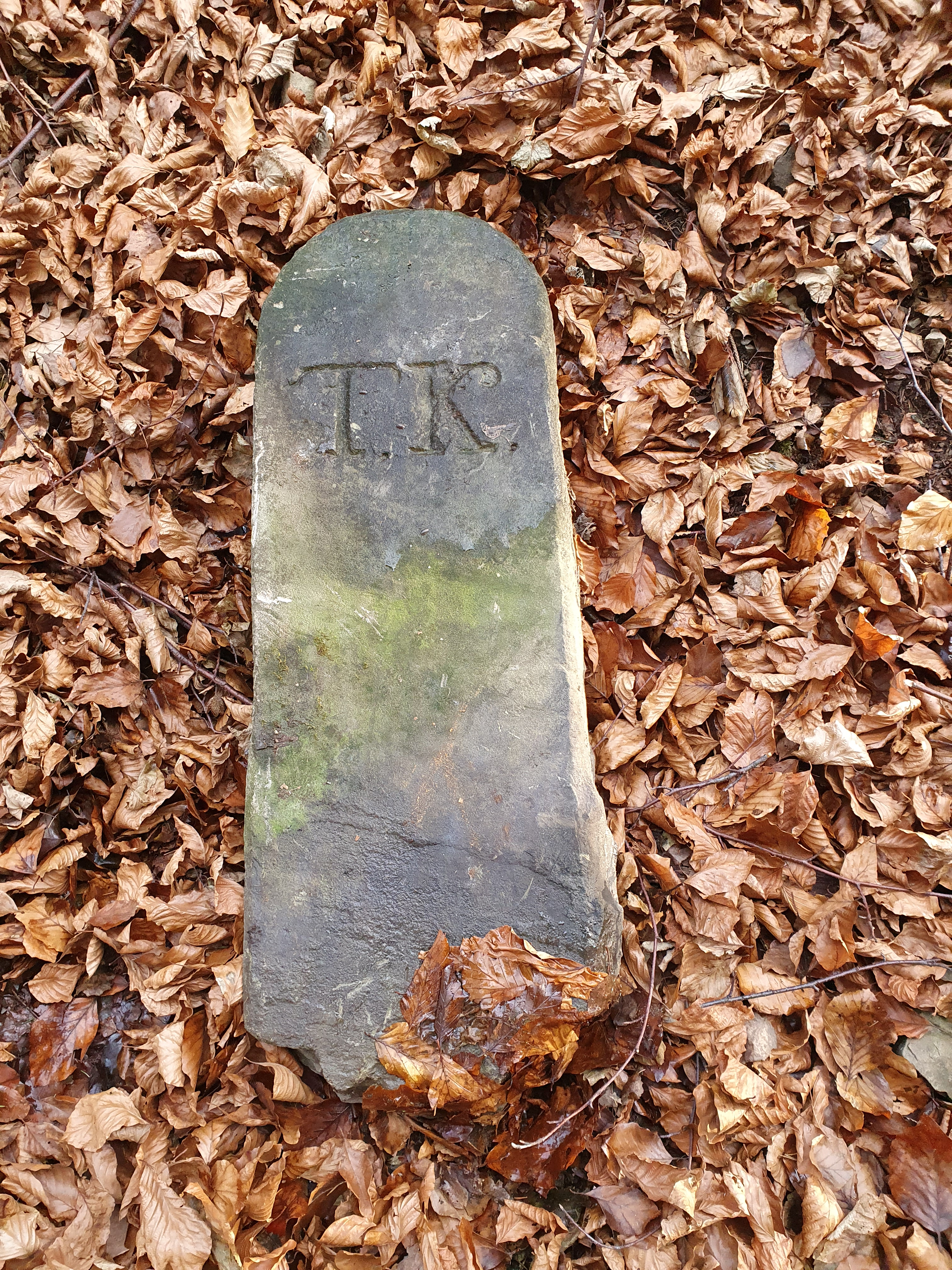
Hraniční kámen Těšínské komory na vrchu Godula

## Hospodaření
Do roku 1653 docházelo k drobení majetků Těšínského knížectví vlivem rozmařilého života těšínských knížat. Vznikem Těšínské komory se majetek stabilizoval a upevnil. Těšínská komora spravovala lesy, pole, rybníky, velkostatky, pily, lihovary, hutě, rudné doly atd. Zakládala nové dvory, zejména v nížinné oblasti v okolí Těšína. Ve vlastnictví měla cca 10 000 ha polí. Hlavní produkce dvorů spočívala v pěstování zemědělských plodin (ovsa, pšenice, pohanky, hrachu) a chovu dobytka (hovězího, prasat a ovcí). Na začátku 17. století bylo dvorů 10, v polovině 18. století již celkem 21 dvorů. Hospodaření na těchto dvorech bylo nejdříve v režii vrchnosti (rentovní systém), postupem doby přechází na režijní systém hospodaření, tj. dvory jsou v nájmu. Dvory byly pronajímány (pachtovány) na dobu tří let za pevně stanovenou nájemní částku. Taktéž chov dobytka na dvorech byl v nájmu za pevně stanovenou částku, nájemníky byli šafáři dvorů. Dalším příjmem byly dávky od poddaných, kteří chovali ovce, zejména od Valachů.
V roce 1880 bylo ve vlastnictví komory 62 573 ha lesů. Počáteční výnosy z využití lesních ploch souvisely s valašskou kolonizací Beskyd. Pro výnosy v polovině 17. století se využíval feudální rentovní systém. Intenzivní těžba dřeva započala na začátku 17. století. Získané dřevo bylo využíváno pro stavby a opravy dvorů, rybníků a splavů, mlýnů a papíren Těšínské komory. Také bylo základní energetickou surovinou v komorních podnicích (palírnách, pivovarech, cihelnách, vápenkách, sklárnách). Dále se dřevo dodávalo do měst komorního panství. Změny v přístupu k hospodaření s lesními porosty nastávají koncem 18. století, kdy se prosazuje racionální lesní hospodaření. Cílem bylo obnovení lesních kultur na úkor pastvin. Vznik hájených polesí měl za následek snížení počtu dobytka na lesních pastvinách. Dřevo bylo důležitým stavebním materiálem při výstavbě kamenouhelných dolů nejen Těšínské komory, ale i dalších majitelů v OKR. Dřevo se používalo ke stavbě těžních věží, důlních budov, ale hlavně jako výdřeva v podzemí. Dřevo, respektive dřevěné uhlí, bylo dodáváno do hutí k tavbě železné rudy. Ve čtyřicátých letech 19. století příjmy z komorního lesního hospodářství představovaly více než 51 % čistého příjmu ze všech výrobních odvětví, včetně hutí.
V 16. století významnou část příjmů Těšínské komory představovalo rybníkářství. Soustavy rybníků byly soustředěny ve skočovsko-strumeňské části Těšínska. Postupem doby však rybníkářství upadalo.
K výnosným odvětvím patřilo vaření a výčep piva a pálení a výčep kořalky. Výsadu vaření a čepování piva uděloval panovník nebo kníže městům. Právem byla stanovena várečná míle. Na mnoha místech tak docházelo ke sporům a následně k dohodám, kdy města čepovala pivo i v komorních obcích. Povětšinou to bylo na úkor měst. Například zámecký pivovar v Těšíně a město Těšín prováděli výčep v obcích v okruhu jedné míle. V roce 1712 se město Těšín vzdalo práva výčepu v komorních obcích vzdálenějších než jedna míle. Další komorní pivovar byl postaven v Písku, později byl přemístěn do Kozákovic a Ustroně. Pivo dodával do všech beskydských vsí na úkor např. Jablunkovského pivovaru.  Pivovarnictví bylo zdrojem příjmů nejen pro Těšínskou komoru, ale i pro města, měšťany a ostatní vrchnost.
Naproti tomu palírny měly výsadní postavení a toto odvětví bylo plně v rukou šlechty. Komorní palírny byly v Těšíně, Skočově, Horní Ustroni a Horním Těrlicku. Přestože čistý zisk z palíren tvořil jednu třetinu nákladů a byly nejnákladnějším podnikem, byly nejvýnosnějším podnikem a šlechta si jej bedlivě střežila. Od roku 1655 bylo toto právo (kořaleční urbura) pronajímáno, povětšinou Židům. Výroba alkoholu má přímou spojitost s pěstováním brambor, kterým se na Těšínsku dařilo a ze kterých se začal ve velké míře pálit alkohol. Negativním faktorem byl nucený odběr alkoholu poddanými a následně rostoucí alkoholismus.
Významnou komoditou, na kterou měl těšínský kníže monopol, byla sůl. Sůl byla dopravována solnou stezkou z dolů z malopolské Věličky do solných skladů v Bílsku a Těšíně a odtud dále např. do Opavy nebo Olomouce. Výhradní právo na převoz a prodej soli byl udělován prasolskému cechu, který byl v Těšíně, Strumeni, Jablunkově, Fryštátě a Skočově.
Komorní sklárna byla založena v 16. století v Brenné ve skočovsko-strumeňském panství, činnost ukončila na začátku 19. století.
V Těšíně byl arcivévodou Bedřichem v roce 1900 založen závod na zpracování dřeva, který zaměstnával 20 dělníků a 4 úředníky. V Návsí u Jablunkova byla v roce 1870 založena pila se sedmi rámovými pilami. Ročně se zde zpracovalo 25 – 30 tisíc m³ kulatiny. Vyráběly se zde také parkety. V roce 1900 zde pracovalo 330 dělníků.
V roce 1814 byla v Blogovicích u Těšína založena továrna na výrobu likérů, ovocných šťáv, sodovky a rumu. V roce 1900 zde pracovalo na padesát dělníků.
Mlékárna v Těšíně, která zpracovávala přebytky mléka z komorních statků, zahájila činnost v roce 1897. Byla zřízena v budově zrušené přádelny lnu. Vyráběly se hlavně sýry a máslo pro místní spotřebu a na vývoz. Máslo se vyváželo do Egypta a států Jižní Ameriky. Mléko bylo distribuováno do Těšína a později do Třince. Po roce 1918 převzal správu mlékárny Československý státní statek.
Těšínská komora se v závěru 18. století vedle zemědělství a těžby dřeva začala orientovat i na moderní průmyslovou výrobu. Řemesla a řemeslná výroba, které byly těšínskými knížaty podporovány a které přinášely další, jak finanční, tak i naturální platby, byly postupně vytlačovány manufakturami a novou průmyslovou výrobou.
Albert Sasko-Těšínský nechal založit železárny v Ustroni, v roce 1770 byla uvedena do provozu první vysoká pec ve Slezsku. A také si zajistil výhradní právo prodeje ustrońského železa na území Těšínska a Bílského panství. V roce 1806 následuje výstavba vysoké pece v Bašce u Frýdku, v roce 1833 Karel Habsburský vystavěl Karlovu huť v Lískovci a 1839 železárny v Třinci, také nechal postavit vysokou pec ve Węgierské Górce a zakoupil kovárny v Obszaru.
Ředitelem železáren v Ustroni byl od roku 1774 Johann Jakob Lutz, který se musel vypořádat s nedostatkem tvrdého dřeva (dřevěného uhlí). Navrhoval a zavedl tavby pomocí černého kamenného uhlí, které se muselo dovážet z Ostravy. V roce 1839 byl centrálním ředitelem báňských a hutních podniků Těšínské komory Ludwig Hohenegger (8. 6. 1807 – 25. 8. 1864). Za jeho působení do roku 1864 probíhaly zásadní změny. Velkou oporu měl v řediteli komorních statků Josefu Kalchbergerovi (27. 3. 1801 – 27. 4. 1882). V 40. letech 19. století měla Těšínská komora 7 samostatných závodů: železárny v Ustroni, Karlově huti, Bašce, Třinci, Węgierské Górce, Obszaru a měděné závody v Ustroni. Modernizace závodů spočívala nejprve v zavádění moderních výrobních postupů. Dřevěné uhlí bylo nahrazeno černým kamenným uhlím a koksem. V roce 1854 byla v Ustroni a Karlově huti zahájena rafinace surového železa v pudlovacích pecích. Hamry byly nahrazovány válcovnami a postupně byly zaváděny parní stroje. První zkušební kolejnice pro Severní dráhu císaře Ferdinanda byly dodány v roce 1858, větší dodávka byla v roce 1861 v množství 632 t. Kolem roku 1856 bylo v provozu 6 vysokých pecí – v Ustroni, Bašce, Hrádku, Třinci a 2 ve Węgierské Górce. Dále u sléváren pracovaly 4 kuplovny, v provozu bylo 22 svářkových pecí, 12 pudlovacích pecí, v provozu byly smaltovna, slévárny mědi, válcovny a další závody. V roce 1863 byl v Karlově huti pohon střední válcovny pomocí vodních kol nahrazen vodní turbínou. V roce 1862 koupila Těšínská komora za 40 000 zlatých důl Gabriela od Franze Handwerka. Do Třince byla v roce 1871 dostavěna železniční trať Košicko-bohumínské dráhy. V témže roce byla Ostravsko-frýdlantskou dráhou propojena Karlova huť se Severní dráhou císaře Ferdinanda a bylo dokončeno železniční spojení Bašky s Karlovou hutí. Po smrti Ludwiga Hoheneggera byl do funkce centrálního ředitele ustanoven horní inspektor Karl Uhlig. V druhé polovině 70. let 19. století dochází ke koncentraci výroby. Do Třince byla v roce 1877 přesunuta Bessemerova ocelárna z Karlovy huti, v roce 1878 jemná válcovací trať z Ustroně včetně výroby kolejnic. V Třinci byly postaveny tři samostatné hutě podřízené správě Těšínské komory, a to Walcherova huť, Hildergardina huť a huť Františka Josefa (císařská), zapálená v roce 1880 za přítomnosti císaře Františka Josefa. Postupně se zde koncentrovala výroba železa, oceli a válcovaného materiálu. Situace do té doby hlavních závodů v Ustroni a Karlově huti se měnila, závody se dostávaly do pozadí. V Ustroni byly obnoveny svářkové pece a kovárny. V Karlově huti byla omezována výroba v pudlovnách a zastavena byla v roce 1900.
Převedením vysokých pecí na koks a pudlováním pomocí kamenného uhlí byla snížena spotřeba dřeva. Uhlí však nebylo nalezeno na území Těšínské komory a muselo se draze dovážet z Ostravy pomocí koňských povozů po nekvalitních cestách. Soupeření mezi těžaři o důlní míry nejen uhelné (OKR), ale i rudné (Beskydy) vedly k tomu, že Těšínská komora mohla až v letech 1840 – 1842 provádět prospektorskou činnost v oblasti Orlové a Lazů a do konce 50. let 19. století v Petřvaldě a pak na Karvinsku. Zakoupením dolu Gabriela v roce 1862 vzniklo těžířstvo Kamenouhelné doly Jeho císařské výsosti arcivévody Albrechta. Tím byla zabezpečena vlastní palivová základna. Vydobyté černé kamenné uhlí se po zprovoznění železnice již nemuselo draze dovážet pomocí koňských povozů. V roce 1872 započalo hloubení jámy Albrecht a v roce 1883 jámy Hohenegger.
Po smrti arcivévody Albrechta přebral Knížecí těšínskou komoru jeho synovec arcivévoda Bedřich.
Důlní a hutní majetek arcivévody Bedřicha přechází v roce 1906 za podpory vídeňské velkobanky Bodencreditanstalt na akciovou společnost Rakouská báňská a hutní společnost. Po první světové válce byla společnost nostrifikována, její sídlo bylo přeneseno z Vídně do Brna a v roce 1930 do Prahy.
Majetek, který přešel do Rakouské báňské a hutní společnosti:
- Huť Isabela v Bašce
- Vilémova huť v Obszaru
- Karlova huť v Lískovci
- Bedřichova huť v Živci
- Železárny v Ustroni
- Železárny v Adamově
- Železárny ve Węgierské Górce
- Třinecké železárny
- Koksovna u Třineckých železáren
- Smaltovna v Třinci
- Šamotová továrna při huti Františka Josefa v Třinci (1893)
- Parní cihelna, která byla součástí dolu Gabriela

- Železorudný důl v Gelnici
- Železorudný důl ve Spiši
- Důl Albrecht v Petřvaldě
- Důl Gabriela v Karviné
- Důl Hohenegger v Karviné
- Koksovna Hohenegger

Od roku 1923 jsou lesy Těšínské komory rozděleny a převedeny do státního vlastnictví Československa a Polska.
(Pozemky arcivévody Bedřicha (64 332 ha) byly rozděleny pozemkovou reformou 1919–1938.)